# ماتي رانين
ماتي رانين (بالفنلندية: Matti Ranin)‏ هو ممثل فنلندي، ولد في 21 نوفمبر 1926 في فنلندا، وتوفي في 24 نوفمبر 2013 بهلسنكي في فنلندا.

## وصلات خارجية
- ماتي رانين على موقع IMDb (الإنجليزية)
- ماتي رانين على موقع ميوزك برينز (الإنجليزية)
- ماتي رانين على موقع ديسكوغز (الإنجليزية)
- ماتي رانين على موقع قاعدة بيانات الفيلم (الإنجليزية)